# محسن علي
محسن عبد الكريم علي (مواليد 1968 في كفر دبيل) محام وسياسي سوري يشغل منصب وزير التجارة الداخلية وحماية المستهلك في حكومة حسين عرنوس الثانية منذ 29 آذار 2023.

## نُبذة
- منصب مدير عام المؤسسة العامة للتجارة الداخلية للمعادن ومواد البناء (عمران) منذ عام 2014 حتى تاريخ تسلم الوزارة.

- مدير عام المؤسسة الاستهلاكية من عام 2007 لعام 2012.
- مدير فرع المؤسسة الاجتماعية العسكرية في بانياس بمحافظة طرطوس من 1995 إلى 1999 ومدير فرع الحلبوني بدمشق من عام 1999 لغاية 2001.
- مدير مديرية المواد لدى مؤسسة عمران منذ عام 2005 لغاية عام 2007.
- مستشار لدى رئاسة مجلس الوزراء منذ عام 2012 إلى 2014.[2]